# ضياء السلطنة
ضياء السلطنة (1799–1873) تُعرف أيضًا باسم شاه بيجوم خانوم، وكانت خطاطة وشاعرة فارسية. كانت الابنة السابعة الأكبر سنًا للحاكم القاجاري الثاني لإيران، فتح علي شاه، وعملت سكرتيرة خاصة لوالدها. الاسم المستخدم عادةً لها، ضياء السلطنة، والذي يعني "نور العالم"، أطلقه عليها والدها، وهو مؤشر على حبه الكبير لها.